# Striononyma flavovariegata
Striononyma flavovariegata är en skalbaggsart som beskrevs av Stefan von Breuning 1960. Striononyma flavovariegata ingår i släktet Striononyma och familjen långhorningar.
Artens utbredningsområde är Filippinerna. Inga underarter finns listade i Catalogue of Life.